# موظف كتابي

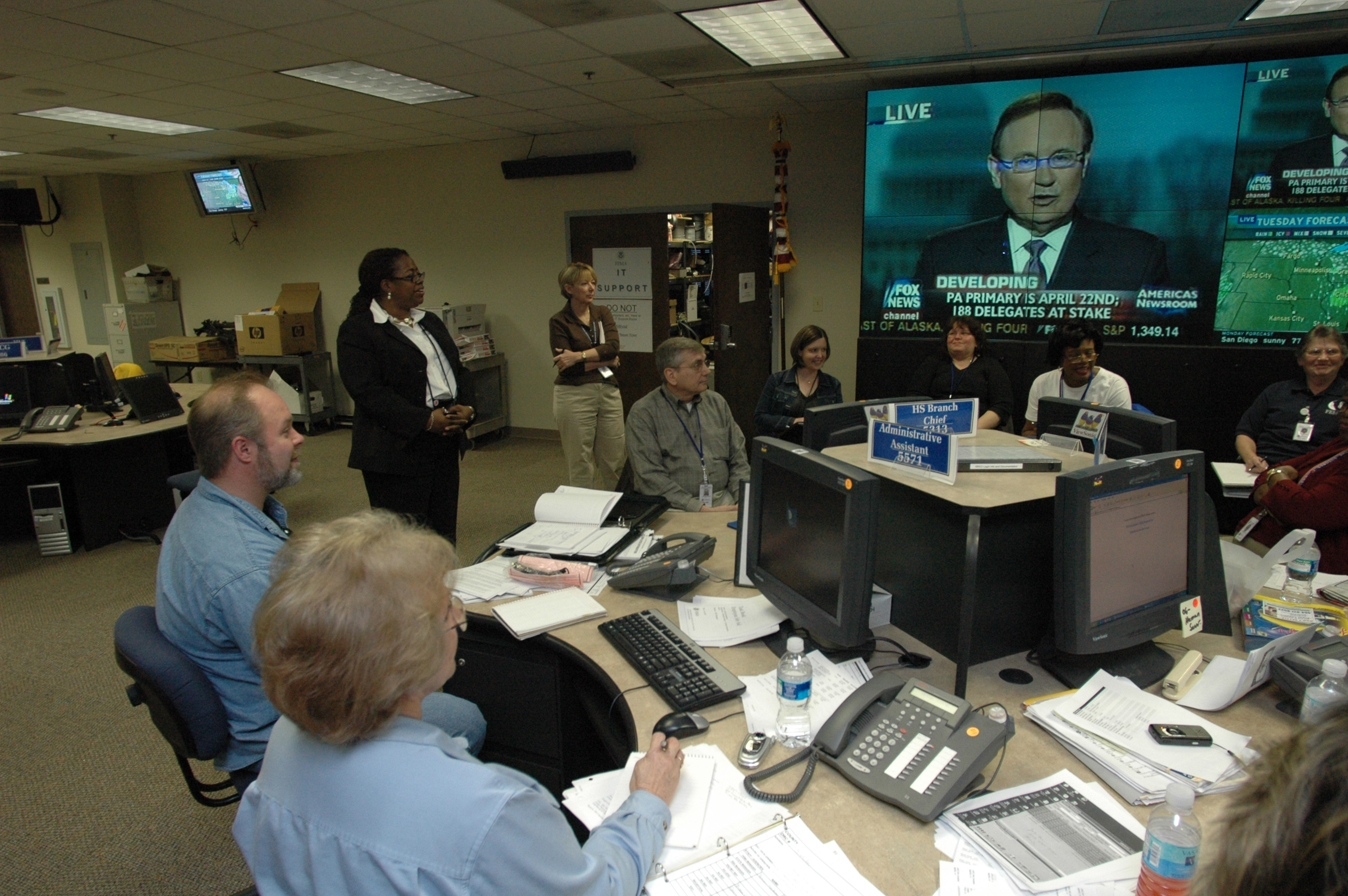

الموظف الكتابي (بالإنجليزية: Clerk)‏ هو عامل من ذوي الياقات البيضاء يقوم بمهام مكتبية عامة، أو عامل يؤدي مهام مماثلة تتعلق بالمبيعات في بيئة البيع بالتجزئة. تتضمن مسؤوليات العمال الكتابيين بشكل عام حفظ السجلات، وإدارة السجلات، وكاتبي العدل، والمهام الإدارية الأخرى.